# Alan B. Krueger
Alan Bennett Krueger (Livingston, Nueva Jersey, 17 de septiembre de 1960-16 de marzo de 2019) fue un economista estadounidense. Publicó diversas obras sobre educación, mercados laborales y distribución del ingreso. Se destacan sus estudios sobre la Curva de Kuznets.
Fue nominado por el presidente Barack Obama para presidir el Consejo de Asesores Económicos de la Casa Blanca.

## Formación
Krueger obtuvo su primera titulación en Relaciones Laborales e Industriales en la Universidad Cornell y posteriormente, en 1987, se doctoró en Economía en la Universidad Harvard. 

## Carrera
Krueger desarrolló y aplicó el método de experimentos naturales para estudiar el efecto de la educación en los ingresos, el salario mínimo, el empleo y otros asuntos.
Krueger comparó los puestos de trabajo en restaurantes en Nueva Jersey, que elevaron su salario mínimo, a puestos de trabajo en restaurantes en Pensilvania, que no lo hicieron, y descubrió que el empleo en restaurantes en Nueva Jersey aumentó, mientras que disminuyó en Pensilvania. Los resultados revigorizaron el debate académico sobre los efectos laborales de los salarios mínimos y generaron una amplia literatura y muchas veces conflictiva.
Sus libros, Temas de educación: Ensayos seleccionados de Alan B. Krueger y (con James Heckman) y Desigualdad en América: ¿qué papel tienen las políticas de capital humano? revisan la investigación disponible sobre las externalidades positivas que se derivan para la sociedad de una mayor inversión del gobierno en la educación de los niños de los pobres. Su resumen de la investigación disponible muestra retornos relativamente altos a la sociedad de las inversiones educativas que se han demostrado en numerosos experimentos formales y naturales para reducir la delincuencia y la reincidencia. En un momento dado, concluyó que "no prevé que la inversión en desarrollo de capital humano sea el único componente de un programa para abordar las consecuencias adversas de la desigualdad de ingresos. Es parte de la solución, pero no la solución completa. En principio, el óptimo la política gubernamental con respecto a la desigualdad del ingreso habría de utilizar múltiples instrumentos, hasta el punto en que el beneficio social por gasto adicional de cada instrumento fuera igual en todos los instrumentos".
En su libro What makes a terrorist: Economics and the Roots of Terrorism (2007), escribió que a diferencia de la suposición de que los terroristas provienen de entornos empobrecidos y sin educación, los terroristas a menudo provienen de entornos de clase media y con educación universitaria.
Desde 1994-95 actuó como Economista Jefe del Departamento de Trabajo de los Estados Unidos. Recibió el Premio Kershaw, el Premio Mahalanobis y el Premio IZA (con David Card), y fue miembro de la Academia Americana de Artes y Ciencias, la Sociedad de Economistas Laborales, Sociedad Econométrica y la Academia Estadounidense de Ciencias Políticas y Sociales. Fue miembro del Comité Ejecutivo y de Supervisión (ESC) de CERGE-EI, una institución académica ubicada en Praga, República Checa.
Publicó muchos libros sobre temas relacionados con la educación, los mercados laborales y la distribución del ingreso. Fue conocido por su trabajo sobre la Curva de Kuznets. Entre 2000 y 2006 escribió una columna para la sección económica del New York Times.

## Obras
- Card, David; Krueger, Alan B. (1995), Myth and Measurement: The New Economics of the Minimum Wage, Princeton: Princeton University Press, ISBN 0-691-04823-1..
- Krueger, Alan B. (2001), Education Matters: Selected Essays by Alan B. Krueger, Cheltenham, UK: Edward Elgar, ISBN 1-84064-106-1..
- Krueger, Alan B. (2007), What Makes a Terrorist: Economics and the Roots of Terrorism, Princeton: Princeton University Press, ISBN 0-691-13438-3..